# 1952 i Sverige
Händelser från år 1952 i Sverige.

## Sittande
- Monark - Gustaf VI Adolf
- Premiärminister - Tage Erlander

## Evenemang
- Juni – Catalina-affären
- 21 september – Andrakammarvalet i Sverige

## Populärkultur

### Filmer

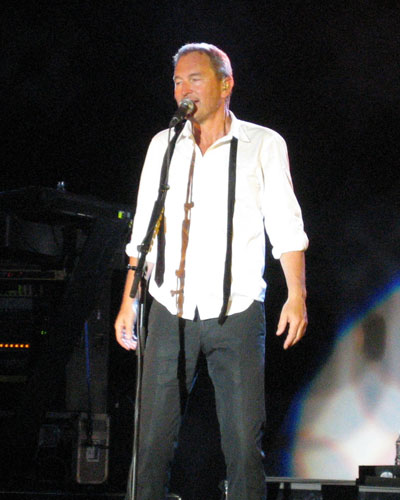
Tomas Ledin

- 12 augusti – Eldfågeln släpps

- 23 februari – Sören Åkeby, fotbollsspelare
- 25 februari – Tomas Ledin, sångare och låtskrivare

21 mars – Håkan Lindström, sjöman.
- 12 maj – Christer Garpenborg, idrottsman.[2]
- 29 maj – Carl-Henric Svanberg, affärsman
- 14 juni – Suzanne Reuter, skådespelerska
- 15 juli – Christian Palme, kommunikationsexpert, journalist och författare
- 10 augusti – Ulf Weinstock, ishockeyspelare.[3]
- 10 september – Gustav Levin, skådespelare

## Födda

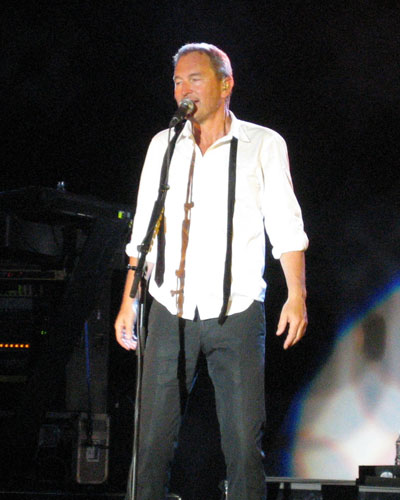
Tomas Ledin

- 23 februari – Sören Åkeby, fotbollsspelare
- 25 februari – Tomas Ledin, sångare och låtskrivare

- 21 mars – Håkan Lindström, sjöman.[1]
- 12 maj – Christer Garpenborg, idrottsman.[2]
- 29 maj – Carl-Henric Svanberg, affärsman
- 14 juni – Suzanne Reuter, skådespelerska
- 15 juli – Christian Palme, kommunikationsexpert, journalist och författare
- 10 augusti – Ulf Weinstock, ishockeyspelare.[3]
- 10 september – Gustav Levin, skådespelare

## Dödsfall

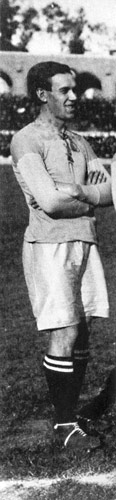
Konrad Törnqvist

- 12 juli – Konrad Törnqvist, fotbollsspelare (född 1888).[4]
- 2 september – Hans von Rosen, hästrytter (född 1888)
- 24 december – Anton Johanson, fotbollsspelare och lagchef (född 1877)